# Ясківка червоноброва
Ясківка червоноброва (Petrochelidon preussi) — вид горобцеподібних птахів родини ластівкових (Hirundinidae). Поширений в Західній Африці.

## Поширення
Його ареал простягається від Сьєрра-Леоне до північної частини Демократичної Республіки Конго. Він зустрічається в Беніні, Буркіна-Фасо, Камеруні, Центральноафриканській Республіці, Республіці Конго, Кот-д'Івуарі, Екваторіальній Гвінеї, Гані, Гвінеї, Гвінеї-Бісау, Малі, Нігері, Нігерії, Сьєрра-Леоне та Того.